# گاه‌شماری مقدونیایی
گاه‌شماری سلوکی یا اسکندری، که به نامهای متعددی چون کلدانی، سریانی ـ مقدونی و تاریخ ذوالقرنینی نیز شناخته شده است، پس از نابودی امپراتوری هخامنشی و از زمان جلوس سلوکوس اول (ملقب به فاتح)، در بابل به وجود آمد اما مبدأ معروفتر این گاه‌شماری مرگ اسکندر چهارم مشهور به آگوست (۳۱۱ ق‌م)، [فرزند یا] یکی از جانشینان اسکندر مقدونی بوده‌است، که مدت کوتاهی در بابل سلطنت نمود و این تقویم بنام وی نیز مشهور گردید. این تقویم در دوره اشکانی در ایران نیز رواج داشته است. تا آغاز قرن حاضر نیز مسیحیان نسطوری تقریباً فقط از این گاه‌شماری استفاده می‌کردند
در گاه‌شماری سلوکی بابلی نام ماههای سریانی، و در گاه‌شماری سلوکی مقدونی نام یونانی ماهها رواج داشته است.
در دهه‌های اخیر این تقویم ۱۳/۱۴ اکتبر، (ماه دهم) میلادی برابر با ۲۱/۲۲ مهرماه خورشیدی تحویل می‌شود.
سال کنونی این تقویم: سال ۲٬۳۳۶ اسکندری برابر با ۲٬۰۲۴ - ۲٬۰۲۵ میلادی می‌باشد.